# Haidi Björk
Haidi Katarina Anneli Björk, född 12 december 1963 i Eslöv, är en svensk konstnär som arbetar i textil och glas.
Björk studerade vid Konstskolan i Kristianstad, vid Capellagården 1986–1988 och medverkande i fördjupningsarbete med Carl Malmstens 100 år jubileumsutställning på Nordiska museet. Åren 1988–1990 bedrev hon studier vid Rietveldt academie i Amsterdam och avslutningsvis vid Kunsthåndvaerkerskolen i Kolding.
Hon är gift med keramiken Per-Gunnar Olsson och de driver sedan 1992 Formgiveriet i Stenåsas gamla skola. De har även gemensamma projekt, till exempel utsmyckningar, färgsättningar och inredningsförslag. Sedan 2015 är hon även klädskapare av en kollektion med linneplagg inspirerade av Ölands flora och fauna.
Björk har ställt ut i Sverige, Tyskland och Danmark.

## Offentliga utsmyckningar
- 1995 Fågelhimmel på Södertorpsskolan, Oskarshamn
- 1999 Virvelvind, Kalmar högskolas bibliotek
- 2000 Färgstegen, Mörbylånga sjukgymnastik
- 2001 Vågrörelse, Lars Kaggeskolan i Kalmar
- 2006 Pioner, Västerviks sjukhus bibliotek
- 2011 Livsdroppen, Kristinebergskyrkan i Oskarshamn[2]
- 2024 Köpingen Mörbylånga kommunhus